# Amt Hyrup
Amt Hyrup (tysk: Amt Hürup) er et amt i det nordlige Tyskland, beliggende i norddelen af Kreis Slesvig-Flensborg. Kreis Slesvig-Flensborg ligger i den nordlige del af delstaten Slesvig-Holsten, og amtets administration er beliggende i byen Hyrup ved Flensborg.
Amtet blev oprettet i 1971.

## Kommuner i amtet
1. Oksager (ty. Ausacker)
2. Freienwill
3. Store Solt (Großsolt)
4. Hyrup (Hürup)
5. Husby

```
Masbøl
 (
Maasbüll
) Del af Hyrup 1. marts 2023

Tostrup
 (
Tastrup
) Del af Hyrup 1. marts 2023
```